# Izabelin (powiat turecki)
Izabelin – wieś w Polsce położona w województwie wielkopolskim, w powiecie tureckim, w gminie Brudzew.
Wieś położona jest w północno-zachodniej części gminy Brudzew. Sąsiaduje z gruntami Galewa i Smoliny w granicach gminy Brudzew oraz z Międzylesiem i Polichnem z sąsiedniej gminy Władysławów.
W skład miejscowości wchodzi Izabelin I (na trasie Chrząblice-Małoszyna) oraz Izabelin II (na trasie Chrząblice-Polichno).
Izabelin zamieszkują 143 osoby. Wieś ma powierzchnię 370 ha.
Nazwa wsi pochodzi od imienia żeńskiego Izabela. Legenda głosi, że zamożny dziedzic z okolic Władysławowa posiadał ogromny majątek ziemski. Przed śmiercią miał on podzielić swoje ziemie między dzieci – córki Natalię, Stefanię, Leonię, Genowefę oraz Izabelę, a także syna Przemysława. Stąd też pochodzi nazwa Izabelin oraz nazwy okolicznych miejscowości – Natalia, Stefania, Leonia, Genowefa oraz Przemysławów.

## Historia
W XIX wieku folwark Izabelin (erygowany w 1868 roku), wchodzący w skład folwarku Brudzyń, miał powierzchnię 218 mórg.
W latach 1975–1998 miejscowość administracyjnie należała do województwa konińskiego.